# Villa Engelmann
Villa Engelmann si trova a Trieste, in Via di Chiadino 5, di fronte alla chiesa Beata Vergine delle Grazie.

## Storia
La villa e il parco adiacente furono progettati per volere di Francesco Ponti nel 1840, e i lavori di costruzione durarono tre anni.
Nel 1888 fu acquistata da Frida Engelmann e nel 1938 passò in eredità a Guglielmo Engelmann.
L'intera area fu ceduta alla città di Trieste da suo figlio Werner.